# Нехбет
Нехбет (егип. Nḫbt — Та из Нехеба) — древнеегипетская богиня Верхнего Египта, покровительница власти фараона. С богиней-коброй Уаджит составляет пару Госпожей Двух земель (то есть Верхнего и Нижнего Египта) и часто представлена на царской диадеме — урей.

## Изображение
Нехбет представлена в образе грифа или стервятника. Часто изображалась над фараоном, защищающей его своими распростёртыми крыльями. Представала также в виде женщины с хохолком коршуна на голове, в белой короне Верхнего Египта (хеджет). Царский венец Нехбет всегда белого цвета, тогда как цветом богини Нижнего Египта Уаджит являлся красный.

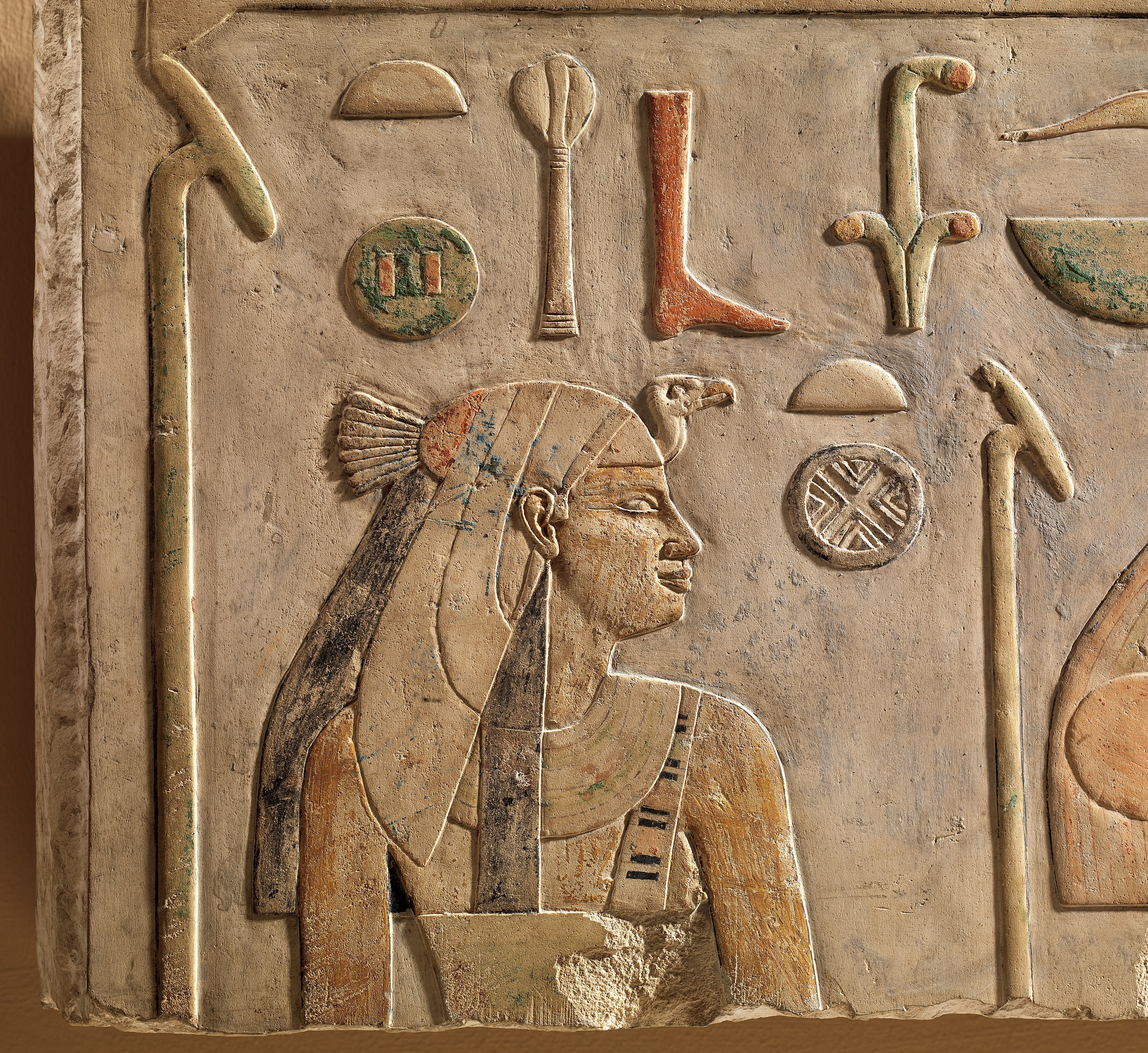
Стилизованный головной убор, около 1981 –1952 годы до н.э., XII династия, правление Аменемхeта I
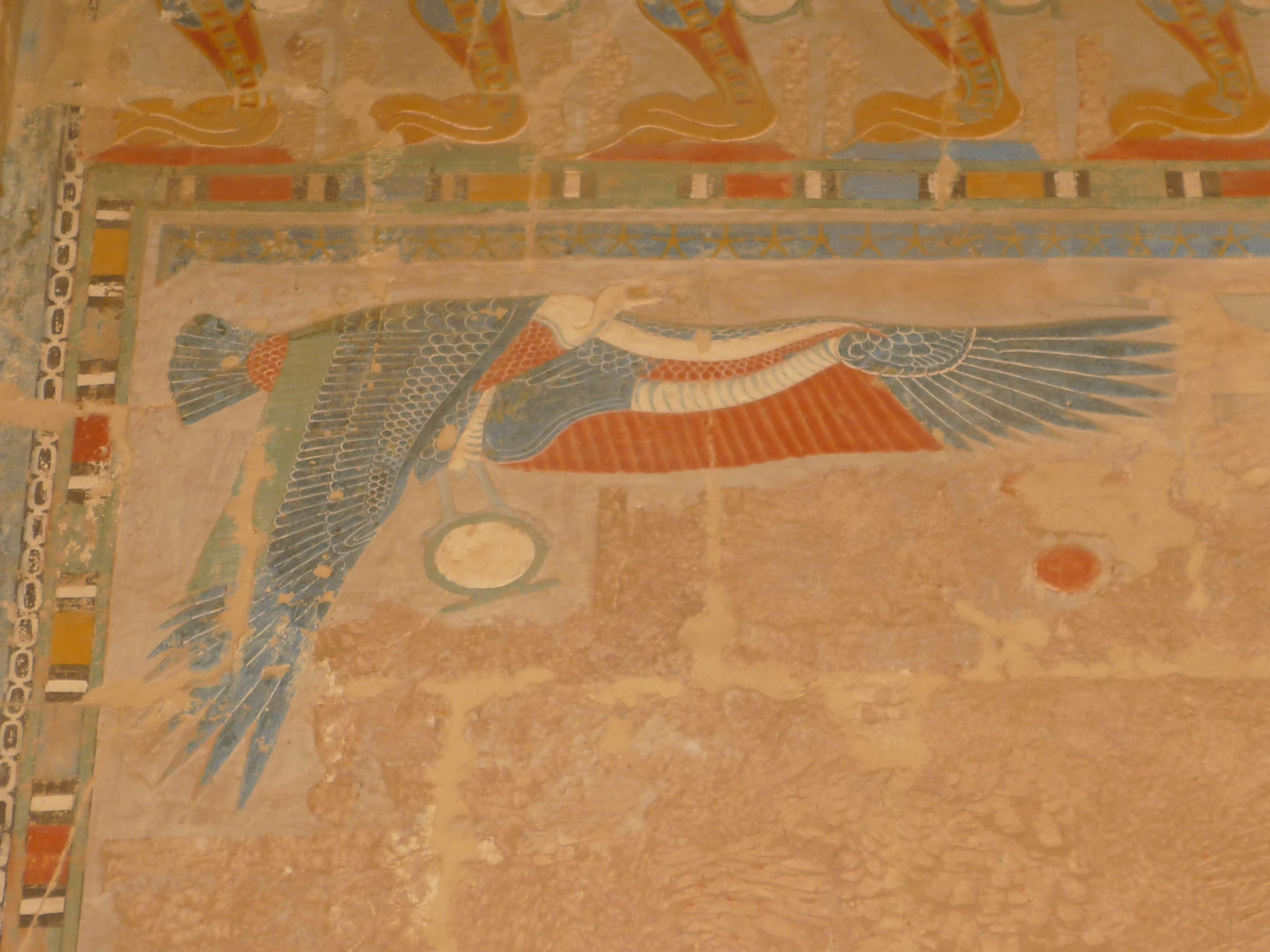
Нехбет в святилище Анубиса в храме Хатшепсут в Дейр-эль-Бахри
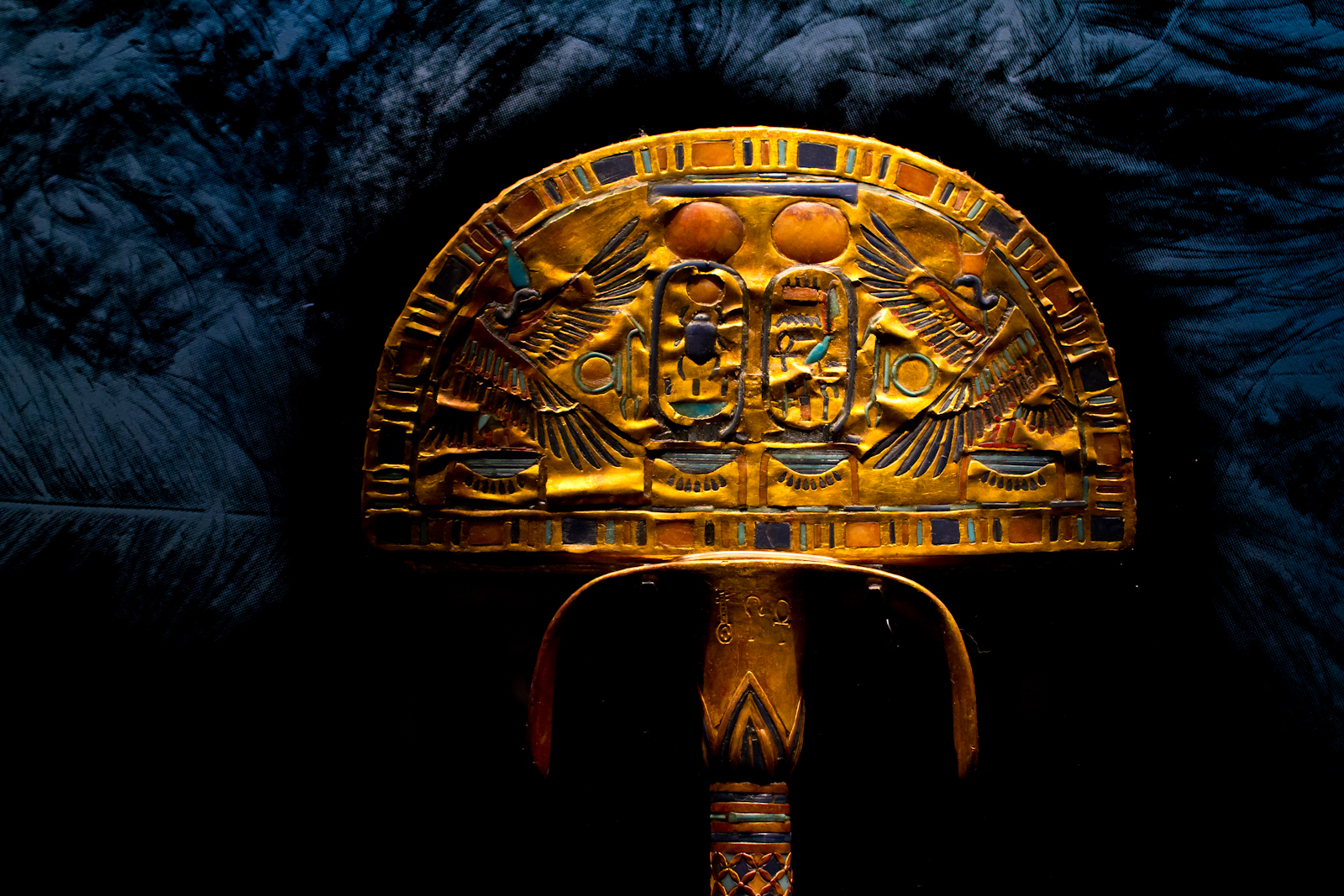
Изображение богинь на опахале Тутанхамона
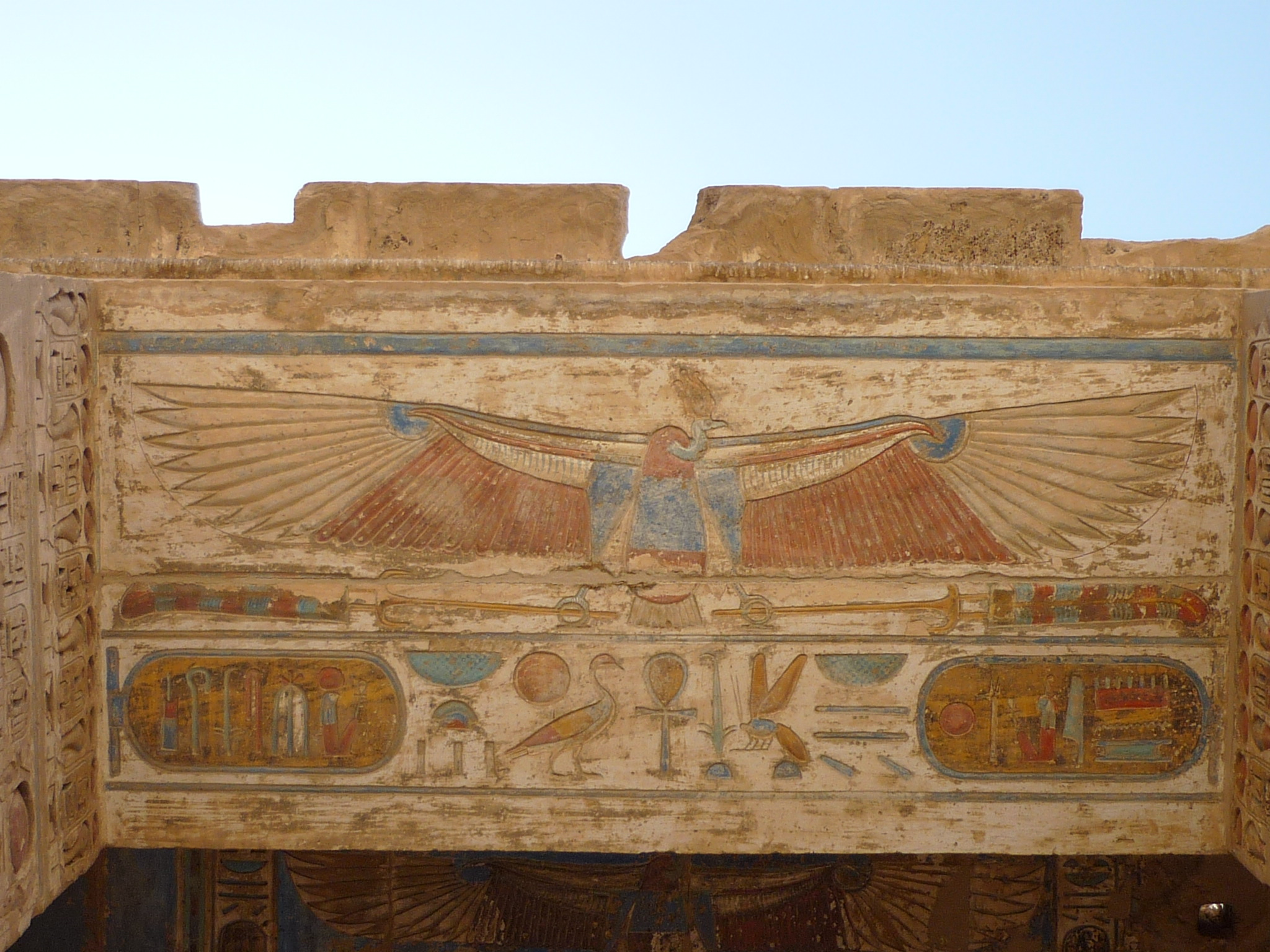
Роспись потолка в заупокойном храме Рамсеса III
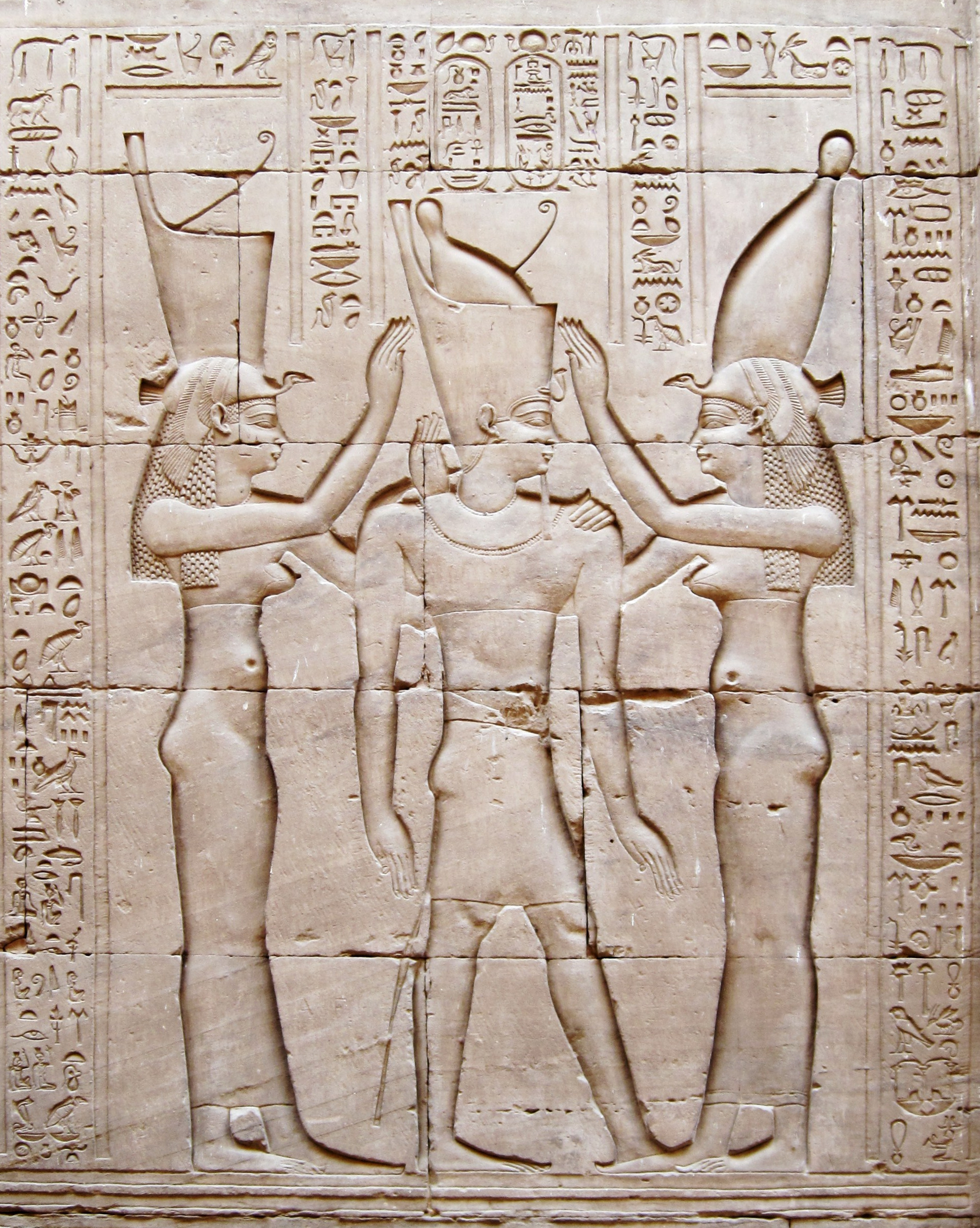
Уаджит и Нехбет надевают корону Обеих земель на Птолемея VIII Эвергета. Храм Эдфу

## Культ

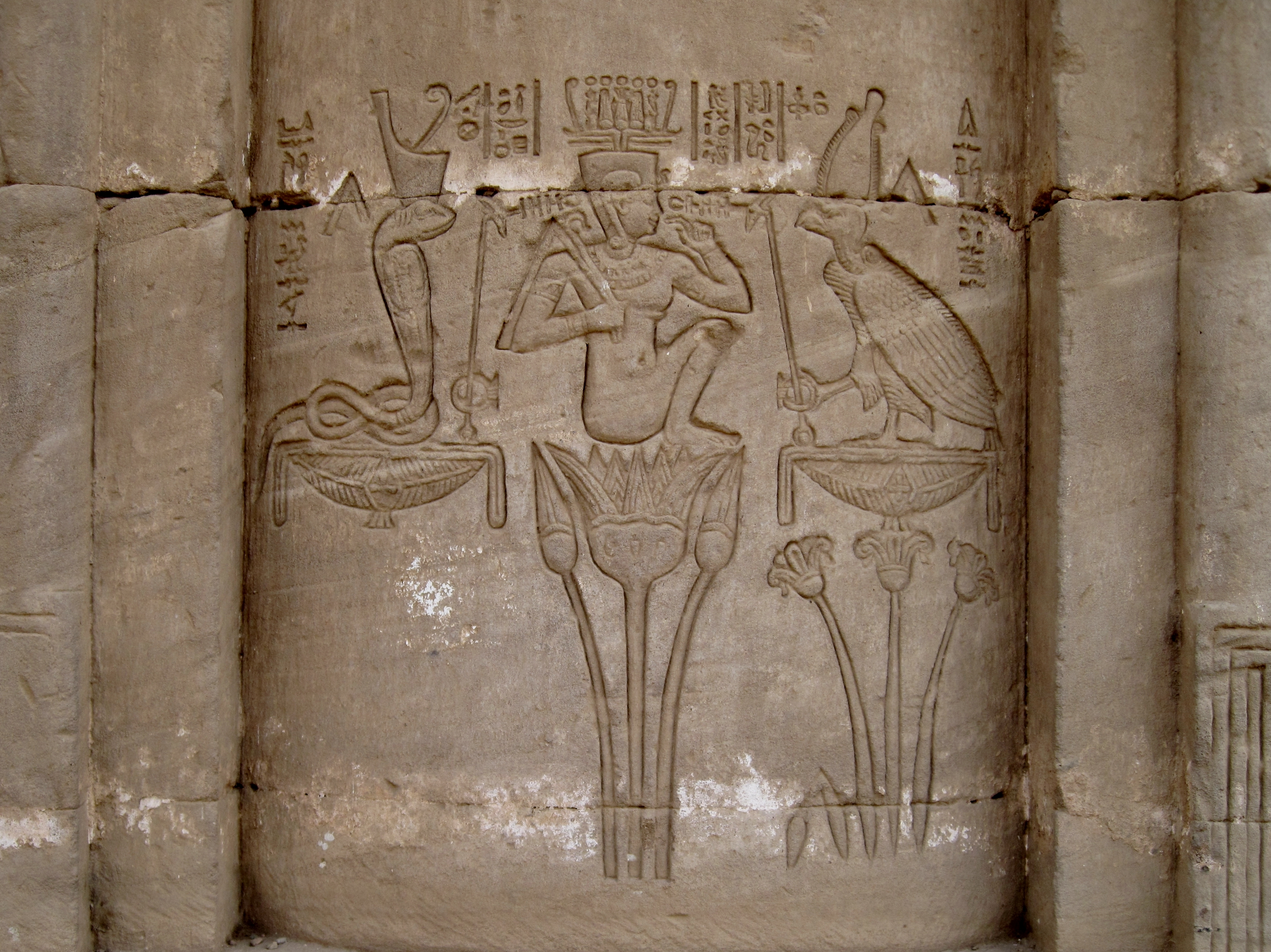
Нефертум на цветке лотоса изображён между Госпожами Двух земель — Уаджит и Нехбет. Храм Дендеры, римский период

Культовый центр богини находился в Нехебе (современный Эль-Каб) в Верхнем Египте, напротив греческого Гиеранкополя (египетского Нехена). Вероятно, её культ и культ Уаджит уходит в века, когда египетская цивилизация существовала как два отдельных государства. Впервые их имена встречаются на табличке слоновой кости Менеса и позже всё чаще в период правления Семерхета. В текстах называется «Нехбет, белая Иеранкополя», «Госпожа вселенной», «Госпожа пустынных земель». Её имя вошло в титулатуру фараонов объединённого Египта — Имя по Небти.
Являлась также владычицей восточной пустыни, покровительницей горных работ (добычи золота и серебра), имела функции богини-матери (в этом качестве отождествлялась с Мут), помогала при родах (поэтому её сближали с богиней плодородия Хекет). Во время праздника 30-летнего юбилея фараона «хеб-сед» изображение Нехбет устанавливали на носу царской ладьи.